# Rohr (Aargau)
Rohr is een plaats en voormalige gemeente in het Zwitserse kanton Aargau en maakt sinds 1 januari 2010 deel uit van de gemeente Aarau.
Rohr telt 2857 inwoners.

## Externe link

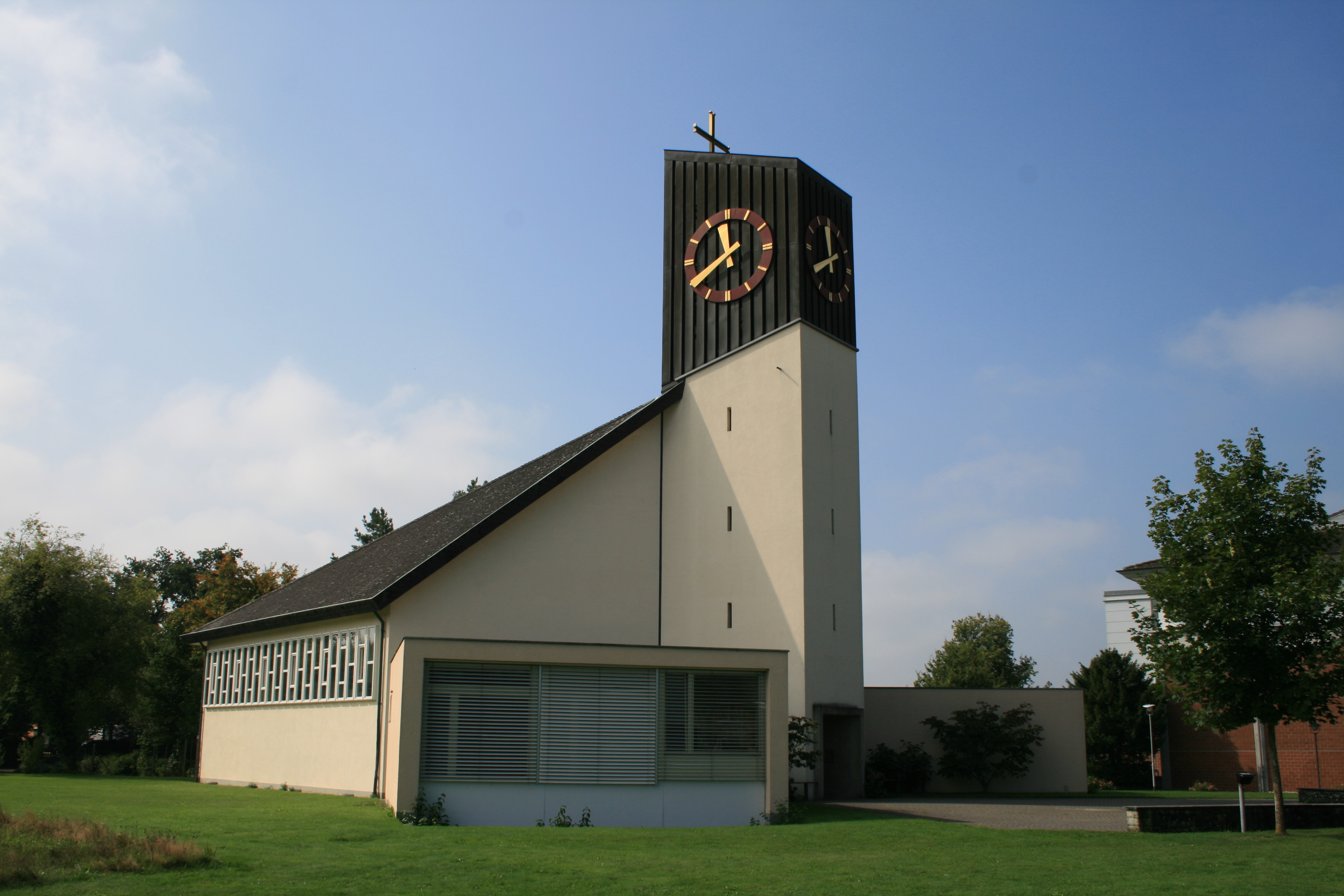
De kerk van Rohr